# Стура Хьога
Стура Хьога (на шведски: Stora Höga) е град в югозападната част на Швеция, лен Вестра Йоталанд, община Стенунгсунд. Разположен е в залива Хакефьорд на пролива Категат. Намира се на около 380 km на югозапад от столицата Стокхолм и на около 35 km на север от центъра на лена Гьотеборг. Има малко пристанище и жп гара. Населението на града е 2867 жители, по приблизителна оценка от декември 2017 г.